# Deverra burchellii
Deverra burchellii är en växtart i släktet Deverra och familjen flockblommiga växter.
Arten är en mindre buske som förekommer i Zimbabwe, Namibia och Sydafrika. Den beskrevs först av Augustin Pyrame de Candolle som Deverra aphylla var. burchellii, och fick sitt nu gällande namn av Christian Friedrich Ecklon och Carl Ludwig Philipp Zeyher 1837.